# Piet Esser
Vincent Pieter Semeyn Esser, más conocido como Piet Esser (Baarn, provincia de Utrecht; 9 de marzo de 1914-Saint-Cybranet, Nueva Aquitania, Francia; 19 de noviembre de 2004) fue un escultor, medallista y fotógrafo neerlandés. Fue profesor de la Escuela estatal de Bellas Artes  de Ámsterdam.

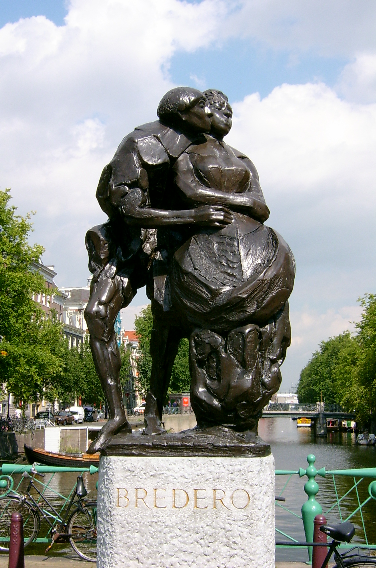
Monumento a Bredero en Ámsterdam.

## Datos biográficos
Entre 1934 y 1939, siguió las clases en la Academia Estatal de Bellas Artes de Ámsterdam, donde fue alumno de Jan Bronner. En 1938 ganó una medalla de plata del Premio de Roma. En el periodo comprendido entre 1939 y 1941 permanece en Zagreb , siendo allí alumno de  Ivan Mestrovic.  Sucedió a Bronner, como profesor en la Academia Estatal de Ámsterdam desde 1946 hasta 1979]. Entre sus alumnos más reconocidos se encuentran Jan Wolkers y Jon Gardella.
Puede ser considerado como uno de los principales escultores de retrato de la escuela neerlandesa del siglo XX y es también de gran importancia para el arte de la medalla neerlandés. realizó medallas de decenas de artistas.
Ha sido incluido como miembro del Grupo de abstracción figurativa.
Su retrato de Charlotte van Pallandt está considerado como uno de los mejores del conjunto de su obra. Él mismo consideraba los retratos de Jan Buys y Else Mauhs como los más exitosos.
La esposa de Piet Esser, Dora Esser, fue pintora de acuarelas.

## Obras
Entre las mejores y más conocidas obras de escultor se incluyen las siguientes:
- Monumento a Troelstra en el parque Westbroek de La Haya (imagen)
- monumento a Bredero en Ámsterdam (ver imagen lateral)
- Estatua de Cornelis Lely en Lelystad
- El buen samaritano, instalada en mayo de 2006 en Utrecht[3]
- Mausoleo en Ede

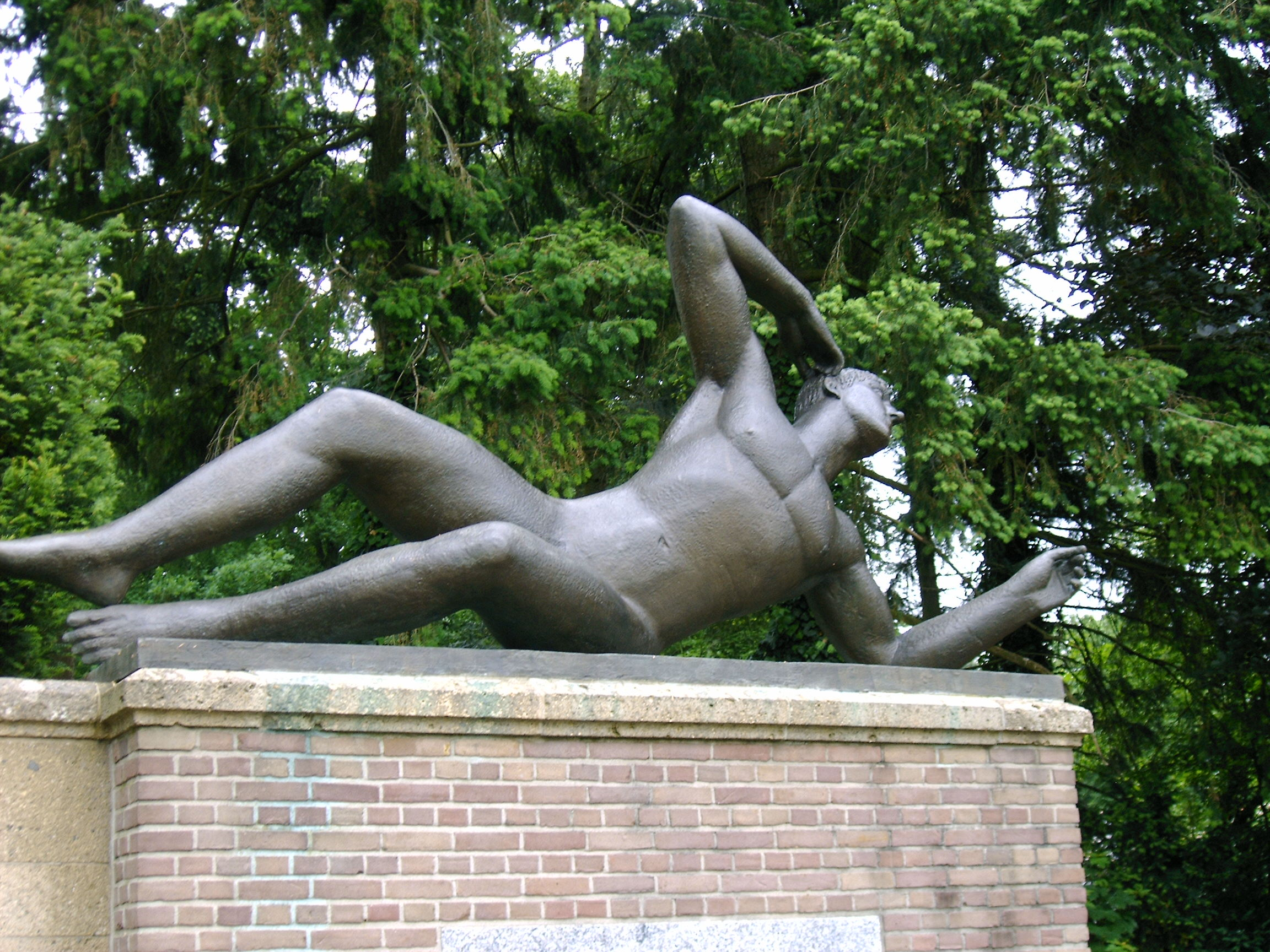
Mausoleo Ereveld en Ede
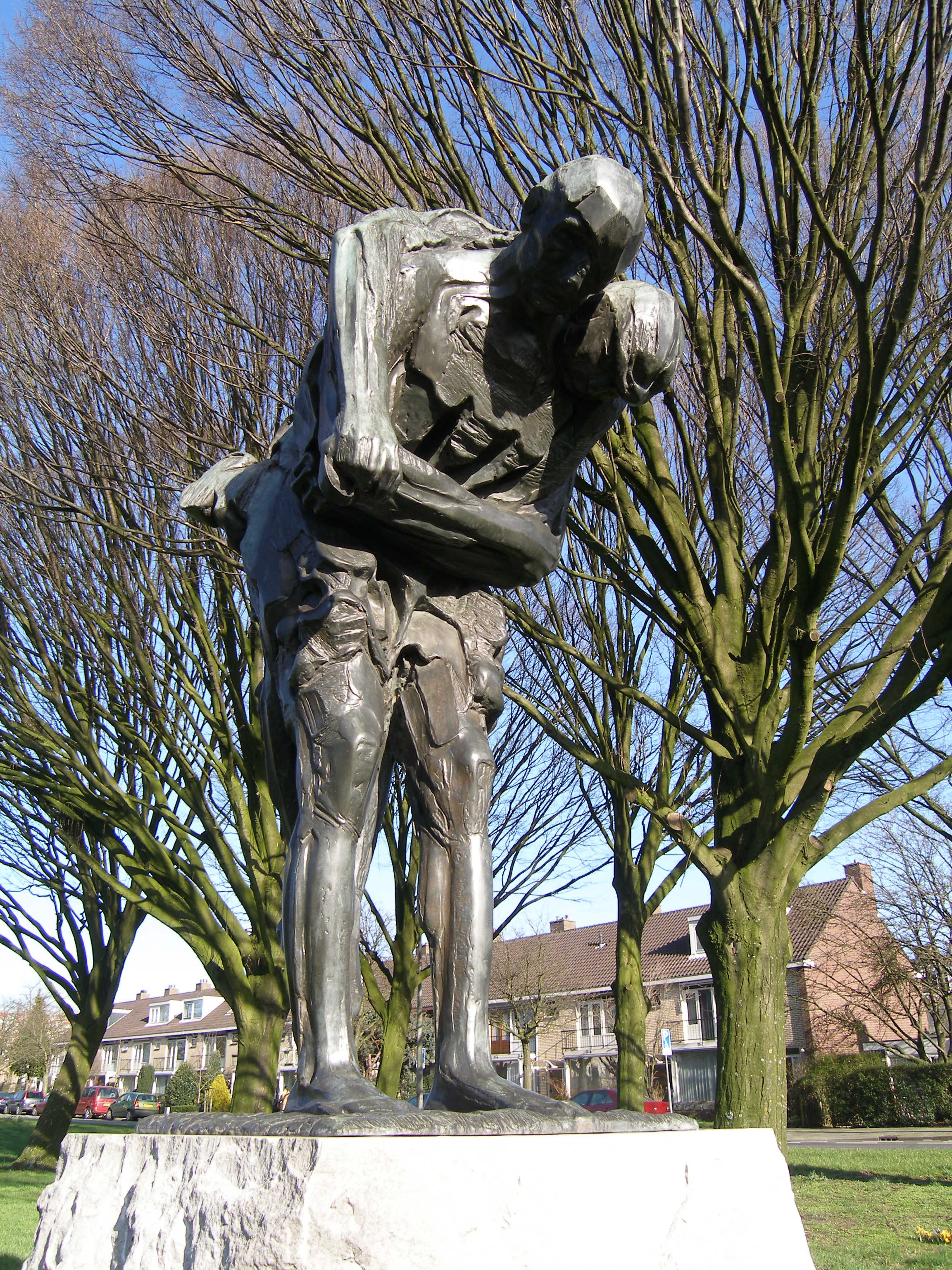
El buen samaritano, en Utrecht
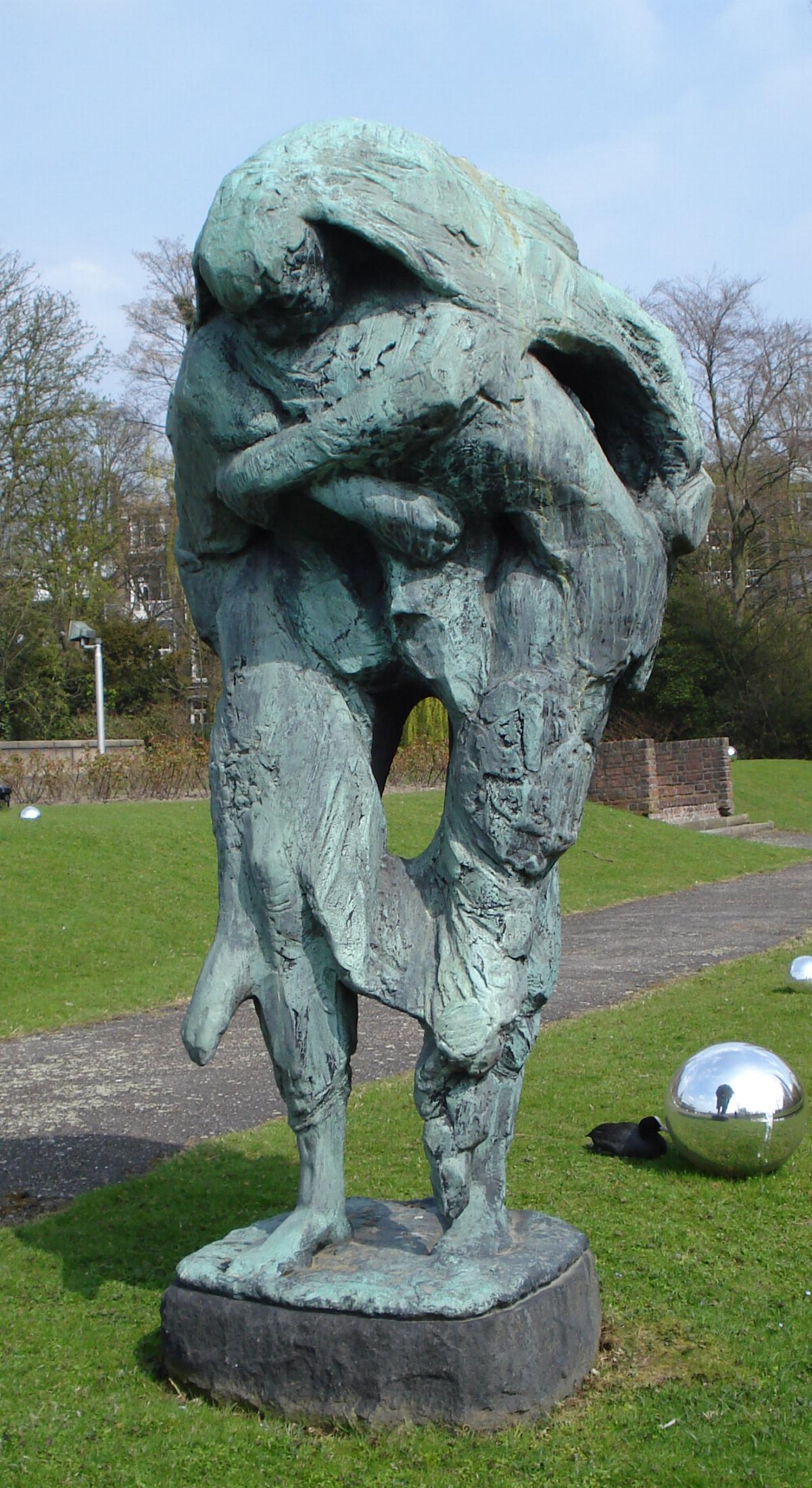
Escultura en Rotterdam
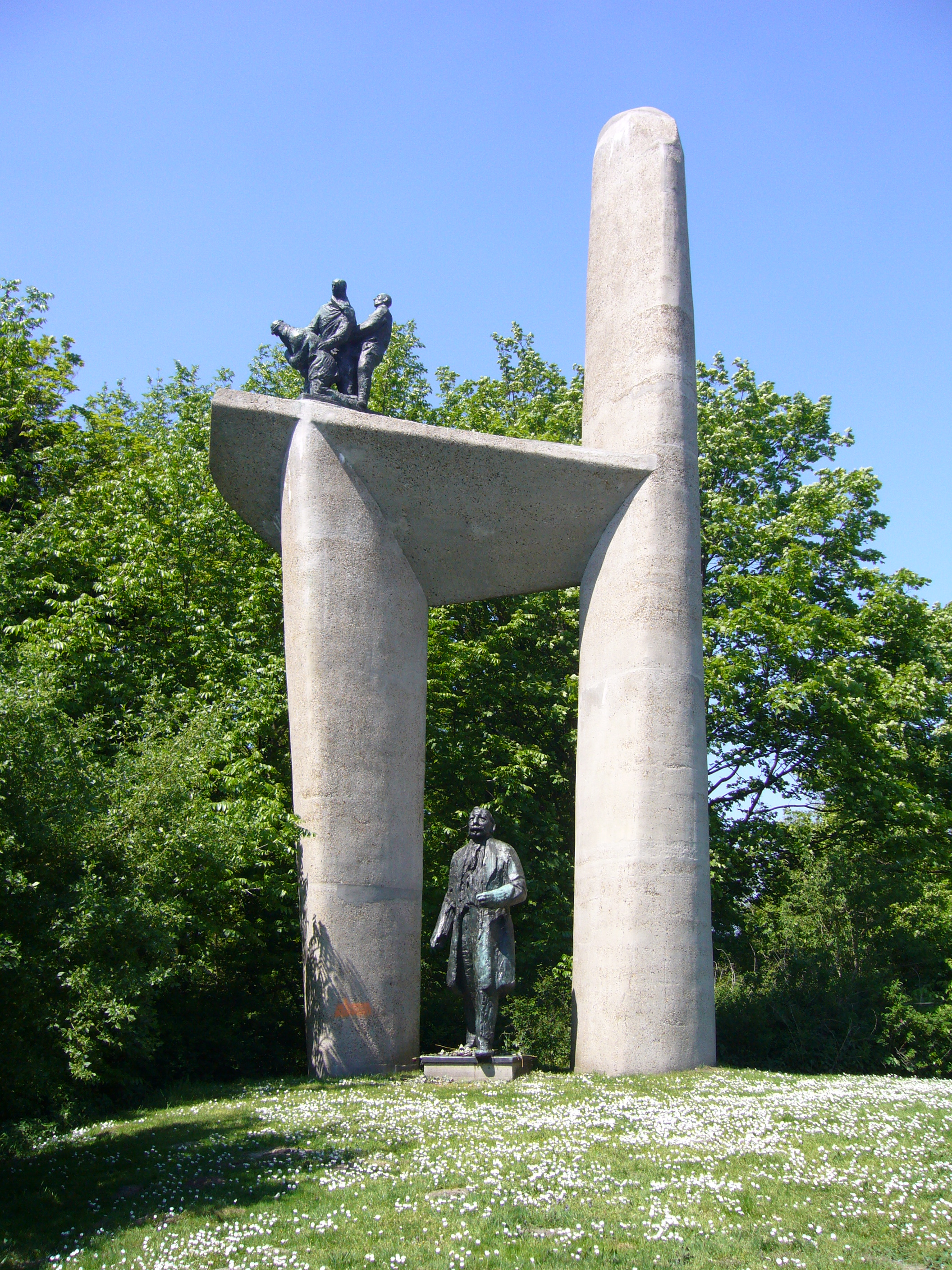